# Thales (cráter)
Thales es un pequeño cráter localizado en la parte noreste de la Luna, justo al oeste del cráter más grande Strabo. Al sureste se halla la llanura amurallada De La Rue.
Thales tiene un borde afilado y circular que ha recibido poca erosión. La superficie lunar alrededor de Thales tiene un sistema de marcas radiales que se extiende por más de 600 kilómetros, y por lo tanto, se clasifica como parte del Período Copernicano.
Sin embargo, un área al noroeste del cráter está libre de rayos, lo que indica que el cráter puede haber sido formado por un impacto de bajo ángulo desde esa dirección. La pared interior presenta algunas terrazas, particularmente en el lado sur. Los lados tienen un albedo más alto que el típico terreno lunar.
Este cráter ha sido notable por la presencia de fenómenos lunares transitorios. En 1892, Edward Emerson Barnard observó una neblina pálida llenando el interior del cráter, mientras que los alrededores permanecieron claros y nítidamente visibles.

## Cráteres satélite

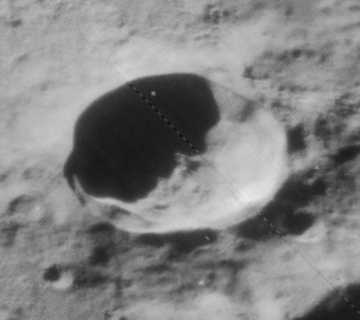
Fotografía de la misión Lunar Orbiter 4 (1967)

Por convención estos elementos son identificados en los mapas lunares poniendo la letra en el lado del punto medio del cráter que está más cercano a Thales.
|        | \| Thales \| Coordenadas \| Diámetro \| \| ------ \| ---------------------------- \| -------- \| \| A \| 58°30′N 40°48′E / 58.5, 40.8 \| 12 km \| \| E \| 57°12′N 43°12′E / 57.2, 43.2 \| 29 km \| \| F \| 59°24′N 42°06′E / 59.4, 42.1 \| 37 km \| \| G \| 61°36′N 45°18′E / 61.6, 45.3 \| 12 km \| \| H \| 60°18′N 48°00′E / 60.3, 48.0 \| 10 km \| \| W \| 58°30′N 39°48′E / 58.5, 39.8 \| 6 km \| |          |
| Thales | Coordenadas | Diámetro |
| A      | 58°30′N 40°48′E / 58.5, 40.8 | 12 km    |
| E      | 57°12′N 43°12′E / 57.2, 43.2 | 29 km    |
| F      | 59°24′N 42°06′E / 59.4, 42.1 | 37 km    |
| G      | 61°36′N 45°18′E / 61.6, 45.3 | 12 km    |
| H      | 60°18′N 48°00′E / 60.3, 48.0 | 10 km    |
| W      | 58°30′N 39°48′E / 58.5, 39.8 | 6 km     |

|  |  |  |

## Referencias

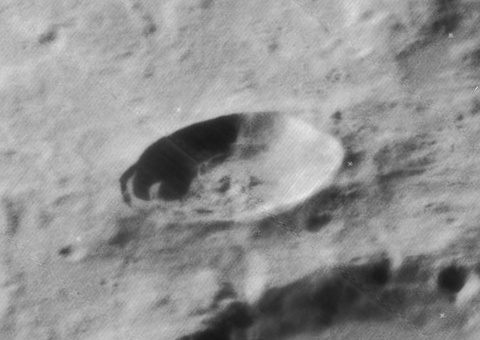
Otra vista oblicua desde el Lunar Orbiter 4